# کامران نوزاد
کامران نوزاد بازیگر پرسابقه تئاتر ایران به سال ۱۳۱۶ شمسی در تهران متولد شد و در ابتدای آذر ۱۴۰۱ در کالیفرنیای شمالی درگذشت.
کامران نوزاد بعد از انقلاب ۵۷ به همراه همسر هنرمندش آذر فخر بازیگر صاحب نام تئاتر به ایالات متحده رفت و تا زمان فوت در آنجا روزگار می‌گذراند. وی در نمایش‌های فراوانی از جمله پهلوان اکبر می‌میرد (۱۳۴۴) بازی کرده‌است.

## فیلم‌شناسی

### سینما
| سال  | نام                  | سمت             | کارگردان       | توضیحات |
| ---- | -------------------- | --------------- | -------------- | ------- |
| ۱۳۶۸ | میهمانان هتل آستوریا | بازیگر          | رضا علامه‌زاده  |         |
| ۱۳۶۲ | فرستاده              | بازیگر          | پرویز صیاد     |         |
| ۱۳۵۵ | صحرای تاتارها        | بازیگر          | والریو زورلینی |         |
| ۱۳۵۵ | ملکوت                | بازیگر          | خسرو هریتاش    |         |
| ۱۳۵۴ | زنبورک               | دستیار کارگردان | فرخ غفاری      |         |
| ۱۳۵۲ | علی کنکوری           | مشاور فیلمنامه  | مسعود اسداللهی |         |

### تلویزیون
| سال  | نام                        | سمت          | کارگردان       | توضیحات |
| ---- | -------------------------- | ------------ | -------------- | --- |
| ۱۳۵۶ | لحظه                       | بازیگر       | محمد صالح علا  | |
| ۱۳۵۶ | طلاق                       | بازیگر مهمان | مسعود اسداللهی | |
| ۱۳۵۵ | اعتیاد                     | بازیگر       | خسرو شجاع‌زاده  | نویسنده: «خسرو شجاع‌زاده»                                                                                          |
| ۱۳۴۸ | تله‌تئاتر «استثناء و قاعده» | بازیگر       | عباس مغفوریان  | نویسنده: «برتولت برشت» «نعمت اسداللهی»، «فرزان رابعی»، «فریدون نوری» و «اسماعیل محرابی» هم در آن بازی کرده بودند. |